# Dopaminérgico

Estructura química del neurotransmisor dopamina

El término dopaminérgico significa "relacionado con la actividad de la dopamina", que es uno de los neurotransmisores más comunes.
El término generalmente se utiliza para describir a aquellas sustancias o acciones que incrementan la actividad relacionada con la dopamina en el cerebro. Aunque también se utiliza para describir aquellas estructuras cerebrales que se encuentran relacionadas con la actividad de la dopamina. Por ejemplo, ciertas proteínas tales como el transportador de dopamina (DAT), el transportador vesicular de monoamina 2 (VMAT2) y los receptores de dopamina, pueden ser clasificados como dopaminérgicos. 
Las enzimas que regulan la biosíntesis o el metabolismo de la dopamina, tales como la L-aminoácido aromático descarboxilasa o la DOPA descarboxilasa, monoamino oxidasa (MAO), y la catecol-O-metiltransferasa (COMT), también pueden ser referidas como dopaminérgicas.
Además cualquier sustancia química ya sea exógena o endógena que sea capaz de actuar o afectar los receptores de dopamina o la liberación de la misma a través de acciones indirectas (por ejemplo, en aquellas neuronas que hacen sinapsis sobre neuronas que liberan dopamina o expresan receptores de dopamina), se dice que tiene efectos dopaminérgicos. Entre estos últimos dos ejemplos notables son los opioides, los cuales aumentan indirectamente la liberación de dopamina en el sistema de recompensa del cerebro, y algunas anfetaminas sustituidas que aumentan indirectamente la liberación de dopamina uniéndose e inhibiendo a la VMAT2.

## Ejemplos
A continuación se lista una serie de ejemplos de compuestos químicos dopaminérgicos:

### Precursores
- Precursores de la dopamina incluyendo a la L-fenilalanina, y L-tirosina que son utilizados como suplementos dietarios. L-DOPA (Levodopa), otro precursor que se utiliza para el tratamiento de la enfermedad de Parkinson.

### Agonistas de receptores
- Agonistas de los receptores de dopamina tales como la apomorfina, bromocriptina, cabergolina, dihidrexidina (LS-186,899), dopamina, fenoldopam, piribedil, lisurida, pergolida, pramipexol, ropinirol, y rotigotina, que se utilizan en el tratamiento de la enfermedad de Parkinson, síndrome de las piernas inquietas, hiperprolactinemia, y disfunción sexual, como así también los que están siendo investigados respectivamente para el tratamiento de la depresión clínica (antidepresivos) y ansiedad (ansiolíticos).

### Antagonistas y bloqueadores de receptores
- Antagonista de los receptores de dopamina, entre los que se incluyen los antipsicóticos típicos tales como la clorpromazina (Thorazine), flufenazina, haloperidol (Haldol), loxapina, molindona, perfenazina, pimozid, tioridazina, tiotixena, y trifluoperazina, los antipsicóticos atípicos tales como la amisulprida, clozapina, olanzapina, quetiapina (Seroquel), risperidona (Risperdal), sulpirida, y ziprasidona, y antieméticos tales como la domperidona, metoclopramida, y proclorperazina, entre otros, los cuales son utilizados como antipsicóticos en el tratamiento de la esquizofrenia y el trastorno bipolar, y en el tratamiento de la náusea y los vómitos.

### Inhibidores de la recaptación y bloqueadores de transportadores
- Los inhibidores de la recaptación de dopamina (IRD) o los inhibidores del transportador de dopamina (DAT) tales como el metilfenidato (Ritalin), bupropion (Wellbutrin), amineptina, y nomifensina, cocaína, metilenedioxipirovalerona (MDPV; "Sonic"), ketamina, y fenciclidina (PCP), entre otros, los cuales son utilizados en el tratamiento del trastorno de déficit de atención, como estimulantes en la narcolepsia; y como anorexígenos en la obesidad]] , como así también como antidepresivos y ansiolíticos en el tratamiento de la depresión clínica y la ansiedad, en el tratamiento de la adicción a drogas como agentes antirecaída, en la disfunción sexual, como así también su uso como drogas callejeras ilegales.
- Los inhibidores del transportador vesicular de monoamina 2 (VMAT2), tales como la reserpina, tetrabenazina, y deserpidina, los que son utilizados como simpaticolíticos o antihipertensivos, y en el pasado como antipsicóticos.

### Agentes liberadores
- Los agentes liberadores de dopamina (ALDs) tales como la anfetamina, lisdexanfetamina (Vyvanse), metanfetamina, metilenedioximetanfetamina (MDMA), fenmetrazina, pemolina, 4-metilaminorex (4-MAR) y benzilpiperazina, entre muchos otros, los cuales al igual que los IRDs, se utilizan en el tratamiento del trastorno de déficit de atención, como estimulante, anorexígenos, antidepresivos, ansiolíticos.

### Potenciadores de la actividad
- Los potenciadores de la actividad de la dopamina, como el BPAP y el PPAP, que se hallan en fase de investigación para el tratamiento de varias patologías.

### Inhibidores de la MAO
- Los inhibidores de la monoamino oxidasa (IMAO) incluyendo a agentes no selectivos tales como la fenelazina, tranilcipromina e isocarboxazid, agentes selectivos de la MAOA tales como moclobemida y agentes selectivos de la MAOB tales como la selegilina, rasagilina, y pargilina y los alcaloides harmala, tales como la harmina, harmalina, tetrahidroharmina, harmalol, harman y norharman, los que se encuentran en variadas concentraciones en especies de Nicotiana tabacum (tabaco), Banisteriopsis caapi (ayahausca, yage), Peganum harmala (Harmal), Passiflora incarnata (Pasionaria) y Tribulus terrestris, entre otras, que se utilizan en el tratamiento de la depresión mayor, y ansiedad; en el tratamiento del mal de Parkinson y demencia, y para su uso como droga recreacional en combinación con otras drogas tales como la fenetilamina (PEA) y la dimetiltriptamina (DMT) ya que inhiben sus respectivos metabolismos.

### Otros inhibidores enzimáticos
- Inhibidores de la catecol O-metiltransferasa (COMT) tales como la entacapona y tolcapona, las cuales son utilizadas para el tratamiento del mal de Parkinson.

- Inhibidores de la dopamina β-hidroxilasa tales como el disulfiram (Antabuse), el cual es utilizado para el tratamiento de las adicciones a drogas como agente antirecaída.

- Inhibidores de la fenilalanina hidroxilasa como el 3,4-dihidroxiestireno), que aún es un fármaco experimental con indicaciones terapéuticas, teniendo en cuenta el hecho de que tales drogas pueden inducir una hiperfenilalaninemia o fenilcetonuria de altísima gravedad.

- Inhibidores de la tirosina hidroxilasa tales como la metirosina, la que es utilizada para el tratamiento del feocromocitoma como simpaticolítico y agente antihipertensivo.

- Inhibidores de la L-aminoácido aromático decarboxilasa (DOPA descarboxilasa) incluyendo a la benserazida, carbidopa, y metildopa, que se utilizan para el tratamiento de la enfermedad de Parkinson, y para bloquear la conversión periférica de la dopamina, inhibiendo además los efectos secundarios indeseables, y como simpaticolítico o antihipertensivo.

- Otros como las hiperforina y adhiperforina (encontradas ambas en Hypericum perforatum), L-teanina (encontrada en Camellia sinensis) y la S-adenosil-L-metionina (SAMe), los cuales son todos suplementos dietarios utilizados principalmente para el tratamiento de la depresión mayor y la ansiedad como antidepresivos y ansiolíticos respectivamente.